# Bad Schönau
Bad Schönau est une commune autrichienne du district de Wiener Neustadt-Land en Basse-Autriche.